# مرغاب (تاجیکستان)
مُرغاب (به تاجیکی: Мурғоб) شهری است در کشور تاجیکستان.
شهر مرغاب مرکز ناحیهٔ مرغاب است که یکی از ناحیه‌های ولایت خودمختار کوهستان بدخشان می‌باشد.
جمعیت این شهر برابر با ۴،۰۰۰ نفر در سال ۲۰۰۰ میلادی بوده و با ۳،۵۸۹ متر ارتفاع از سطح دریا بلندجای‌ترین شهر در تاجیکستان و آسیای میانه (و شوروی پیشین) است.
شهر مرغاب در راستای رودخانه مرغاب و در پیوندگاه سه جادۀ بزرگ قرار گرفته‌است.
هستهٔ اصلی شهر مرغاب در سال ۱۸۹۳ میلادی به‌وجود آمد. در آن زمان روس‌ها برای چیرگی بر منطقه، پایگاهی نظامی به نام پایگاه پامیر (Памирский Пост: پامیرسکی پُست) بنا کردند. نام این محل در حدود سال ۱۹۲۹ میلادی تغییر کرد و به نام رودخانهٔ مرغاب، شهر مرغاب نامیده‌شد.
بسیاری از باشندگان مرغاب، امروزه تاجیک‌ها و دامداران قرقیزتبار هستند و در فصل زمستان سردی هوای این منطقه تا ۵۵-۵۰ درجه زیر صفر می‌رسد.

## دیدنی‌ها

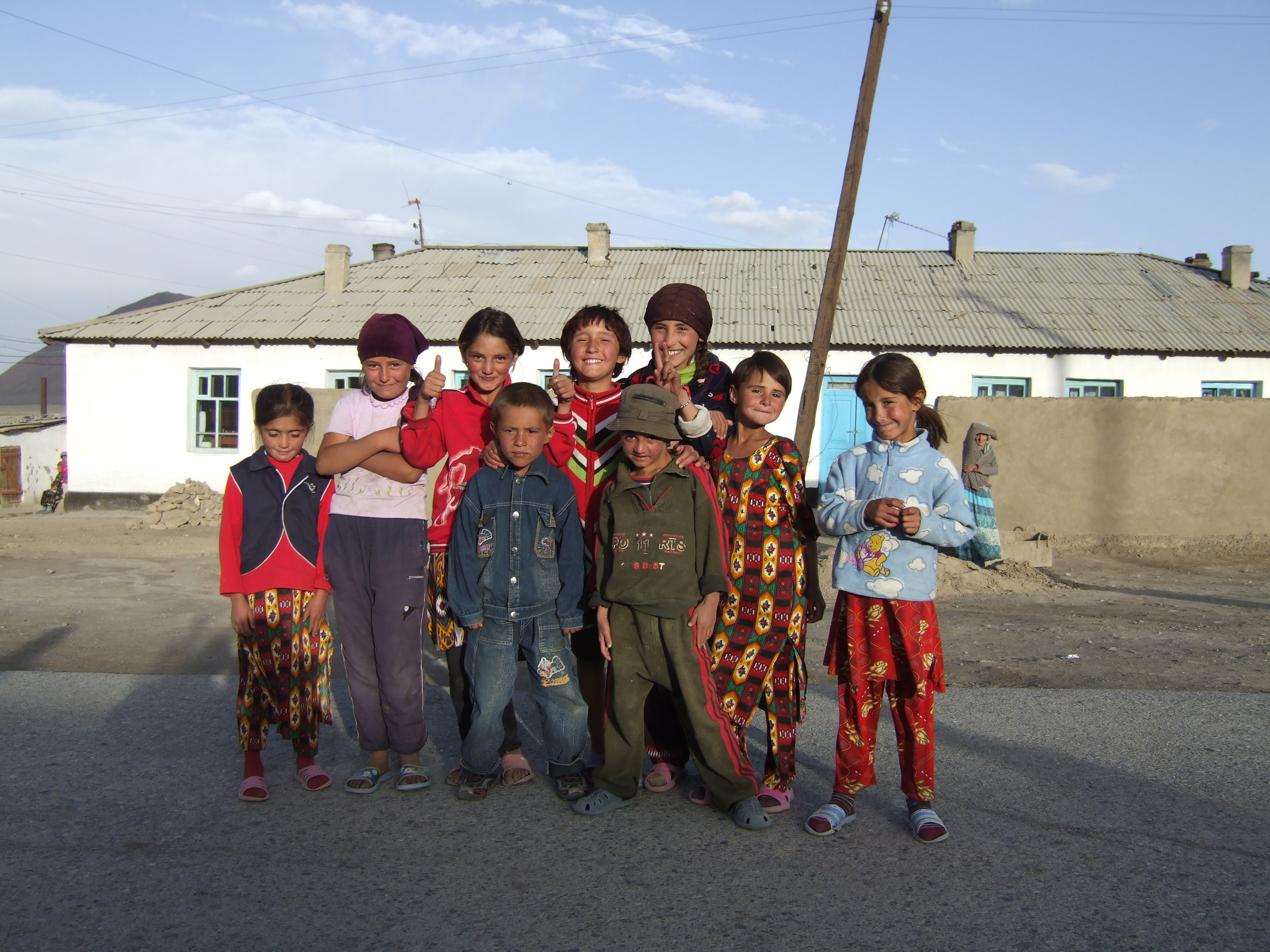
گروهی از کودکان مرغابی

آب‌گرم مادیان در کنار رودخانه مرغاب و سنگ‌نگاره سکاها در درهٔ پـِشارت از نقاط دیدنی پیرامون شهر مرغاب است. در نزدیکی دهانهٔ رود مرجانه نیز چندین سنگ‌چین مدور پیشا-تاریخی و گورستان‌های سکایی وجود دارد.